# ICU祭
ICU祭（あいしーゆーさい）は国際基督教大学において年に一回、例年10月末もしくは11月頭に二日間行われる学園祭。「ICU Festival」とも通称される。

## 概要
国際基督教大学（以下「ICU」）のキャンパスを用い、10月末か11月頭の土日に開催される。キャンパスは一般にも開放され、天候にもよるが2日間で9千〜1万4千人の来場者がいる。学生の保護者や友人の他、三鷹市や武蔵野市など近隣住民の来場も多い。
他大学の学園祭と比較した特徴として、外部・プロのパフォーマーを招待する企画がほとんど見られない点がある。いわゆるミスコンも企画されない。構内の飲酒に関しても、通常と同様に禁止されている。また現在では、前夜祭や後夜祭のようなイベントはほとんど行われていない。2010年の大学食堂の全面改装および、大学祭の準備期間として休校になる期間が短い（前日金曜日の午後および翌日月曜日の午前のみ）という点が影響を与えている可能性がある。
一般のICU学生は英語学習プログラムのセクション、部活、サークル等を単位として参加する。主な出し物は、飲食店、パフォーマンスや学習成果の発表などである。運営はすべて、一学生団体であるICU祭実行委員会によって行われている。
予約制ではあるが、国の登録有形文化財に登録されている泰山荘の一般公開が行われる。同じく大学構内にある湯浅八郎記念館も特別開館することがある。大学同窓会や受験広報部による企画も開催されている。

## 運営体制
ICU祭は任期制の学生団体であるICU祭実行委員会によって運営されている。
ICU祭実行委員会による運営方針については、春学期の履修登録日に行われる署名活動によって全学生の過半数の署名を集めることによって正当性が付与される。この手続きを踏む理由として、ICUにおける学生会の不在がある。初期のICU祭においては、ICU祭実行委員会はICU学生会の下部組織として位置づけられていた。しかし学生闘争を経て学生会の不在が常態化した後、学生有志によってICU祭を執り行いたいとの声があがったのである。これに学校側が提示した条件が、全学生の半数以上の同意であった。

## 歴史
ICU祭は1954年に当時の学生会によって第一回を開催して以来、運営体制や政治性、開催時期、規模を変化させつつ現在にまで至っている。
ここでは、ICU祭の歴史について、運営体制および大学祭としての特色から大まかに3つの時期に分けて述べる。

### 初期
ICU祭に関する最も早い言及は1953年のICU学生会における評議会の中でみられる。評議会における一実行委員会である行事実行委員会の委員により、学外に対してICUを公開し理解を深めてさせることを目的として発議されたものの、時期尚早としてこの年の実現には至らなかった。
第一回のICU祭は1954年11月23日の祝日に開催された。教会堂の礼拝によって幕を開け、講演、ドラマ、合唱、ダンス、展覧会、仮装行列、運動会などがあった。初期のICU祭において人気を博した"International Show"という留学生・日本人学生による文化紹介パフォーマンスも当初から行われている。同時にキャンパス・クリーンアップ・デイという、教職員と学生が一体となって校舎やグラウンドの整備をする行事も生まれた。
ICU祭はその後、恒例行事となって実施期間を延長しつつ学生会のもとで12年続いた。

### 学生紛争期
1962年度のICU祭はテーマを「よりよき世界を目指して―資本主義か社会主義かという論点をめぐって―」とし、政治に対する意識を明確に打ち出した初のICU祭となった。
学生紛争がICU祭に影響を与えた初期の事例としては、学費値上げ反対運動によって1963年の第10回ICU祭が延期され、翌1964年1月に開催されたことがあげられる。
学生紛争の続発する中、1966年11月学生会執行委員選挙に立候補者がいなかったことからICUの学生会は自動的に消滅した。よって、学生会によって運営されたICU祭は1966年の第13回が最後ということになる。
1969年2月の第14回、1973年2月の第15回および同年12月の第16回ICU祭はいずれも、本館を用いずに開催されており、学校行事としてはカウントされていない。なお、後述の歴代テーマにおけるICU祭のカウントは大学当局から見た公式・非公式にかかわらず行ったものである。

### ICU祭実行委員会期
ICU祭が現在と同じく、在学生の過半数の署名による同意を得て運営されるようになったのは1976年からである。1976年9月14日、大学院学生会によってICU祭が提起され、11月12日-14日に開催された。復帰後のICU祭には第何回という呼称はなく、単に再開後1回と呼ばれていた。

## テーマ
近年のICU祭では、例年一つのテーマを定めている。テーマの選定方法は年度毎に定められるが、おおむね学内生から案を募集し、春学期の履修登録日の全学署名と共に投票を行う形式が取られる。テーマは実行委員会による企画・装飾・広報に反映されるほか、パンフレットにおける学長などのICU祭開催に寄せたコメントではテーマが取り上げられることが多い。

### 歴代のテーマ
以下に歴代のICU祭のテーマを記す。なお、テーマの呼称については時代ごとに「統一テーマ」「統一スローガン」「テーマ」と異なっている。
前述の通り、ICU祭の開催回数が1976年以降公式にカウントされたことは無いものの、ここでは便宜的に通してカウントすることを試みた。
英文テーマに関しては、該当年度のパンフレット等に記載されている場合とそうでない場合がある。
- 1954年（第1回）～1959年（第6回） - テーマなし
- 1960年（第7回） - ICUの社会的責任
- 1961年（第8回） - テーマなし
- 1962年（第9回） - 「よりよき世界を目指して」 ―資本主義か社会主義かという論点をめぐって―
  - 英文テーマ: TOWARD A BETTER WORLD -Questions raised by the issue "Capitalism or Socialism ?"-
- 1964年1月（第10回） - 現代社会に於ける大学の責任
- 1964年11月（第11回） - 我々の鳩は死にかけているか
- 1965年11月（第12回） - 失われた対話を求めて
- 1966年11月（第13回） - 生活と思索と行動と
- 1969年2月（第14回） - 「仮象としての現実を突き破った地平に、不死鳥の胎動を！」 ―人類前史の終焉を目指して―
- 1973年2月（第15回） - ＜存在＞の根底への出立 ―未明の現在、風土の呪縛を解き放ち新たな共同性創出を目指して―
- 1973年12月（第16回） - ＜ICU的なるもの＞―この擬態への恥辱をもって創造への息吹きとなさしめよ！ ―創造は悟性（論理）にかなっていること。かといって悟性からは導き出しえないこと。それは恣意的なものでもなければ、論理的整合性のみによって包摂されるものでもないこと。
- 1976年（第17回・再開1回目）～1978年（再開3回目） - テーマなし
- 1979年（第20回） - 見つめ直せICU. （現実及び本質の直視）
  - English: Reconsider ICU
- 1980年（第21回） - コミュニケーション
  - 英文テーマ: COMMUNICATION
- 1981年（第22回） - テーマなし
- 1982年（第23回） - OPEN THE DOOR－内からも外からも
- 1983年（第24回）～1987年（第28回） - テーマなし
- 1988年（第29回） - やりたいものは救われる
- 1989年（第30回） - 色がないのに色がある
- 1990年（第31回） - ORIGIN
- 1991年（第32回） - 転換期
  - 英文テーマ: Turning Point
- 1992年（第33回） - カイキ
  - 英文テーマ: KAIKI
- 1993年（第34回） - ISOLATED CRAZY UTOPIA ～来るもの拒まず猿でも追わず～
  - 英文テーマ: ISOLATED CRAZY UTOPIA “We never refuse anyone to come, and never pursue anyone to leave”
- 1994年（第35回） - テーマなし
- 1995年（第36回） - 赤道直下の11月
  - 英文テーマ: November on the equator
- 1996年（第37回） - 鍵－トビラの向こうに…
- 1997年（第38回） - YES, WE MEAN IT!!
- 1998年（第39回） - Fiesta Hazard　一触即発
- 1999年（第40回） - After Internationalism　国際再構築
- 2000年（第41回） - i－Interpersonal & Intrapersonal Communication
- 2001年（第42回） - 粋（NICE！）
- 2002年（第43回） - （※光と心を合体させた創作漢字）～ヒカリトココロ～
- 2003年（第44回） - 彩
- 2004年（第45回） - BORDERLESS
- 2005年（第46回） - 激(PATHOS)
- 2006年（第47回） - 夢中力
- 2007年（第48回） - みち
  - 英文テーマ: Michi
- 2008年（第49回） - beyond the ordinary
- 2009年（第50回） - 灯
- 2010年（第51回） - 繋
- 2011年（第52回） - 躍
- 2012年（第53回） - 地球滅亡するなら就活しなくていいんじゃね！
  - 英文テーマ: Is Job Hunting the Thing to Do When the World is Going to End?
- 2013年（第54回） - 還～次の60年に向けて～
- 2014年（第55回） - 夢限
- 2015年（第56回） - YOUtopia
- 2016年（第57回） - Exploring Differential
- 2017年（第58回） - Tear Down Any Wall どんな壁も壊しなさい！
- 2018年（第59回） - えん、めぐる
- 2019年（第60回） - Eureka!
- 2020年（第61回） - Action
- 2021年（第62回） - ミーティングを起動
- 2022年10月9日〜10日（第63回） - Bon Voyage
- 2023年10月8日〜9日（第64回） - あい！
- 2024年10月13日〜14日（第65回） - SUNSUN（燦々）
- 2025年10月12日〜13日（第66回） - 煌（きらめき）

2012年度のICU祭テーマ「地球滅亡するなら就活しなくていいんじゃね！」は、それまでの象徴的な漢字・言葉ひとことの路線を大きく外れたシニカルなもので、ICU生のみならずOBGや学外の人間の間でも話題となった。

## 近年の動向

### ミスコンについて
ICU祭においてミスコン（ミスキャンパス）を開催しようという動きが数年に一度程度見られる。2008年度にはICU祭実行委員会の本部企画として話が持ち上がったほか、2011年度には一般のICU生による企画としてICU祭実行委員会に対して持込みがあった。いずれにしても、ICU祭においてこれまでミスコンが開催されたことはない。